# Под ёлкой (мультфильм)
«Под ёлкой» — советский короткометражный рисованный мультфильм 1986 года.
Первый из трёх сюжетов мультипликационного альманаха «Весёлая карусель» № 18.

## Сюжет
Мультфильм про Красную Шапочку и Волка, которые учат детей, что к лесу и лесным обитателям нужно относиться бережно.

## Съёмочная группа
| режиссёр                  | Александр Давыдов                                           |
| сценарист                 | Наталья Абрамова                                            |
| художник-постановщик      | Алексей Котёночкин                                          |
| художники-мультипликаторы | Наталия Богомолова, Галина Золотовская, Татьяна Померанцева |
| композитор                | Николай Соколов                                             |
| роли озвучивали           | Людмила Гнилова — Красная Шапочка, Рогволд Суховерко — Волк |